# Pfeffer (Gattung)
Pfeffer (Piper) ist eine Gattung der Familie der Pfeffergewächse (Piperaceae). Sie umfasst mehr als tausend Arten unterschiedlicher Größe und Gestalt. Vertreter dieser Gattung sind fast überall in den Tropen beheimatet. Alle Arten benötigen ein warmes Klima, feuchten, humusreichen Boden und vertragen keinen Frost.

## Beschreibung

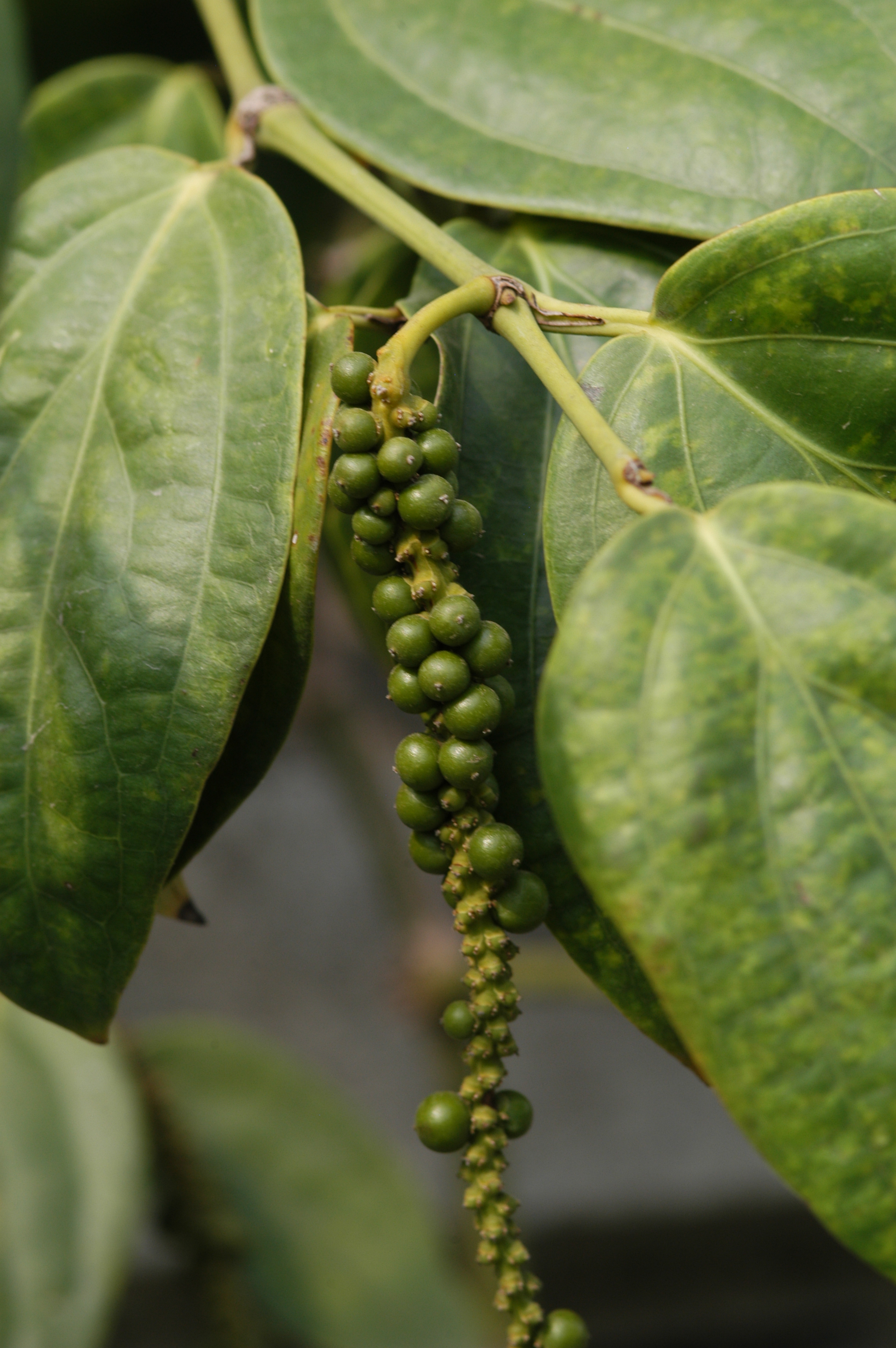
Früchte des Schwarzen Pfeffer (Piper nigrum)

### Vegetative Merkmale
Die Arten der Gattung Piper sind Sträucher oder Bäume, die gelegentlich auch halbkrautig, selten kletternd sind; sie sind oftmals an den Nodien verdickt. Luft- oder Adventivwurzeln kommen häufig vor.
Die wechselständig stehenden Laubblätter sind meist in Blattstiel und -spreite gegliedert. Die Blattstiele können unterschiedliche Längen haben, selten fehlen sie auch. Für gewöhnlich sind sie zumindest an der Basis, oftmals auch bis zur Blattspreite oft mehr oder weniger scheidenartig-gekerbt oder geflügelt. Es kann eine Blattscheide und ein Blatthäutchen vorhanden sein oder auch nicht. Auch ein Vorblatt (Prophyll) kann vorhanden sein.
Die Blattspreiten sind einfach, bis auf wenige Ausnahmen ganzrandig, und in wenigen Arten sind sie schildförmig. Oftmals setzt die Verwachsung der Blattspreite mit dem Blattstiel auf einer Seite einige Millimeter tiefer als auf der gegenüberliegenden Seite an. Die Blattoberseite ist glatt bis runzelig oder blasig, die Blattunterseite ist grubig. Die Laubblätter sind kahl oder kaum bis dicht behaart, die Behaarung ist oftmals rau. Häufig treten spärlich bis dicht stehende, drüsige Punkte auf den Blättern auf. Die Nervatur ist entweder handflächenartig oder häufiger fiedernervig aus der unteren Hälfte bis zu den unteren zwei Dritteln entspringend, manchmal auch komplett fiedernervig. Oft bilden sich feine kreuzende Verbindungen zwischen den Nerven oder ineinander mündende Nervenbahnen. Die Nebenblätter sind, wenn vorhanden, mit den Blattstielen verwachsen. Diese sind nicht mit den gekerbten Blattstielen zu verwechseln. An den Blättern sind Wachsdrüsen ausgebildet.

### Blütenstände, Blüten und Früchte
Die ährigen Blütenstände stehen den Blättern gegenüber und sind zylindrisch oder selten auch kugelförmig oder fast kugelförmig. Sie haben einen Durchmesser von 1 bis 10 mm, können gelegentlich auch dicker sein und haben eine Länge von bis zu 50 cm und mehr. Die Länge der Blütenstandsschäfte kann zwischen weniger als 5 mm bis hin zu einigen Zentimeter betragen. Zwischen den Blüten ist die Blütenstandsachse meist etwas gerillt, die Rillen sind flach und glatt oder warzig bis ausgefranst. Die Blüten stehen oftmals gedrängt in den Achseln verschiedenartig geformter Tragblätter, die manchmal unbehaart, aber meist filzig oder fransig behaart sind.
Die sitzenden Blüten sind in den neuweltlichen Arten zwittrig, in den altweltlichen Arten unvollständig (eingeschlechtig) ausgebildet. Meist sind die Arten also zwittrig oder zweihäusig (diözisch), seltener einhäusig (monözisch), getrenntgeschlechtig. Eine Blütenhülle fehlt meist, aber es sind meist Deckblätter vorhanden. In den männlichen und zwittrigen Blüten sind zwei bis fünf Staubblätter vorhanden. Zwei bis fünf Fruchtblätter sind zu einem oberständigen Fruchtknoten verwachsen. Die zwei bis fünf Narben sind rundlich bis fadenförmig, oft sitzend oder auf einem kurzen und dicken bis länglichen und schlanken Griffel stehend.
Die steinfruchtartigen, ungestielten Früchte sind unterschiedlich geformt und einsamig. Sie besitzen ein dünnes Perikarp und ein etwas verhärtetes Endokarp.

## Systematik und Verbreitung

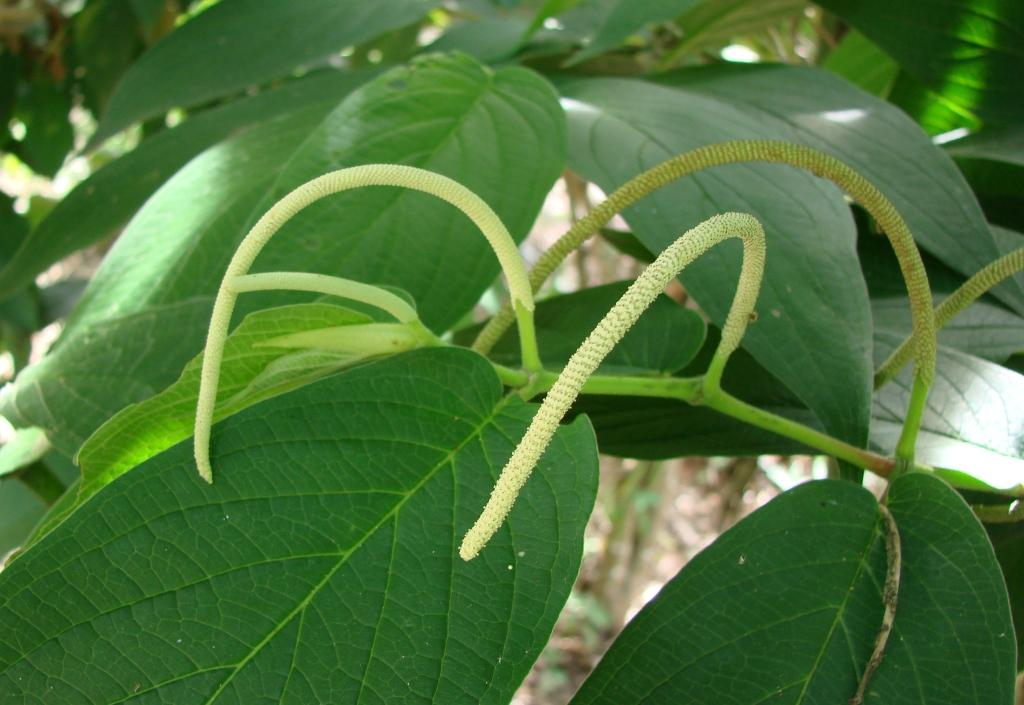
Gebogener Pfeffer (Piper aduncum)

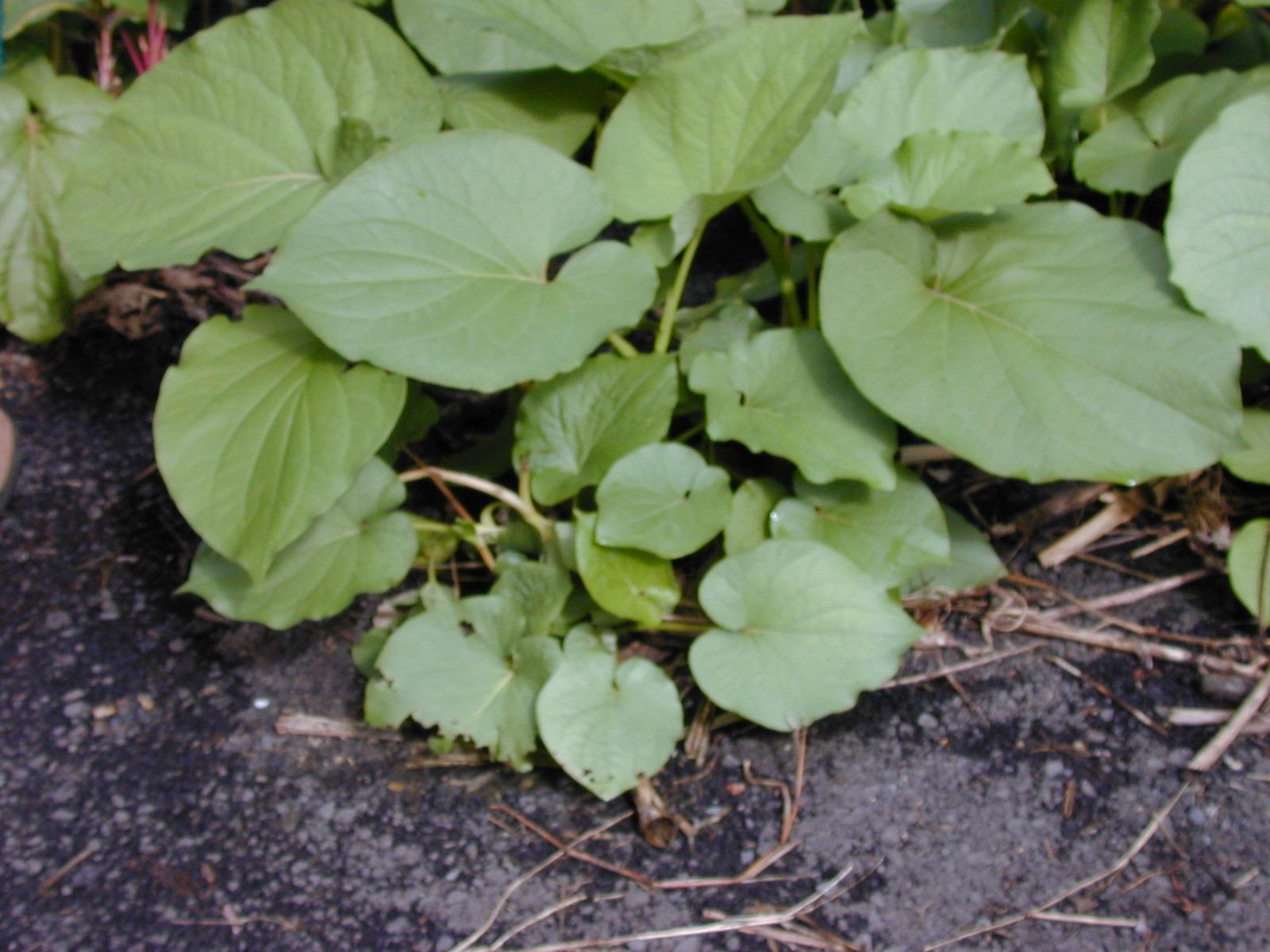
Makulan (Piper auritum)

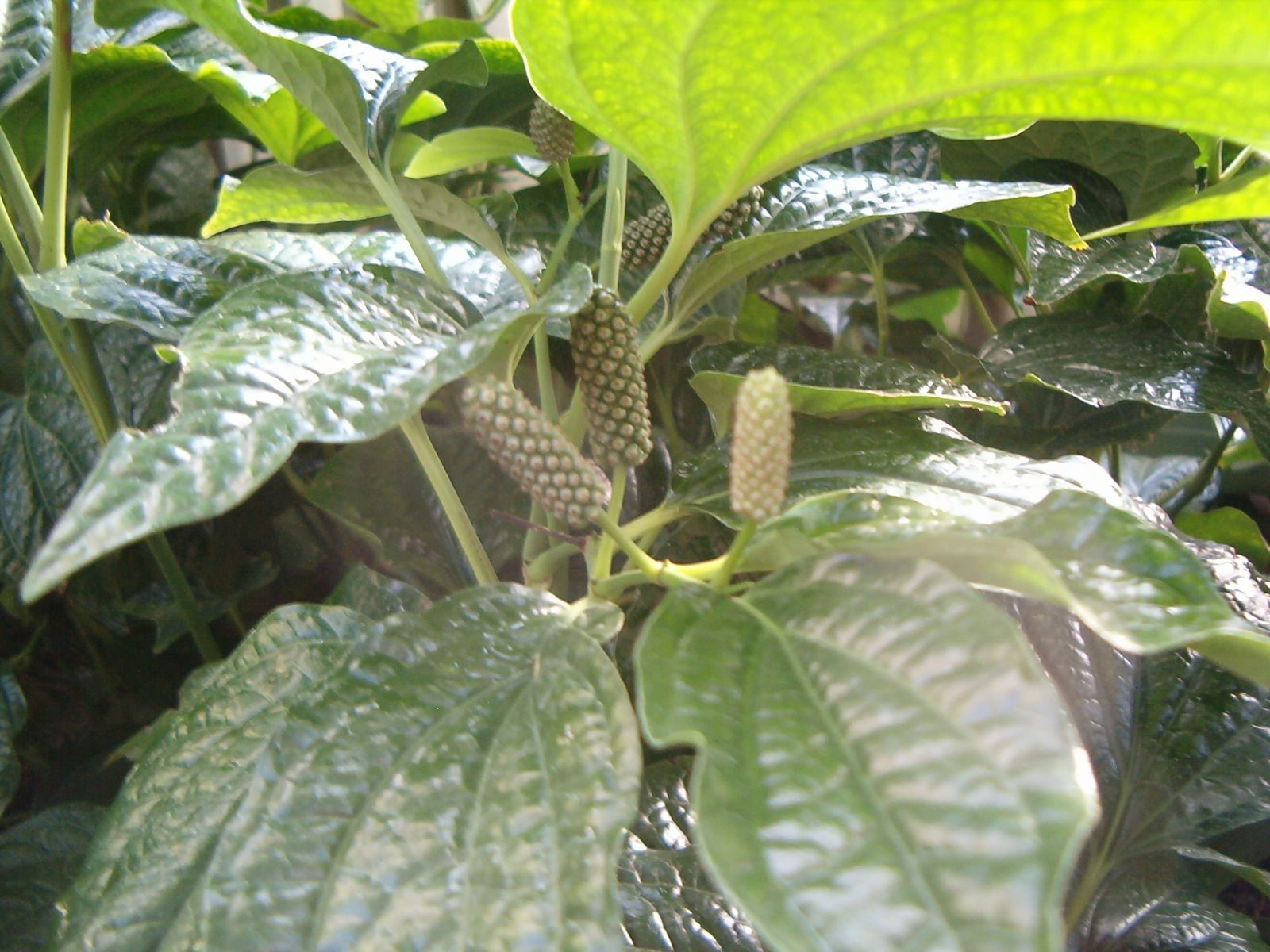
Piper chaba

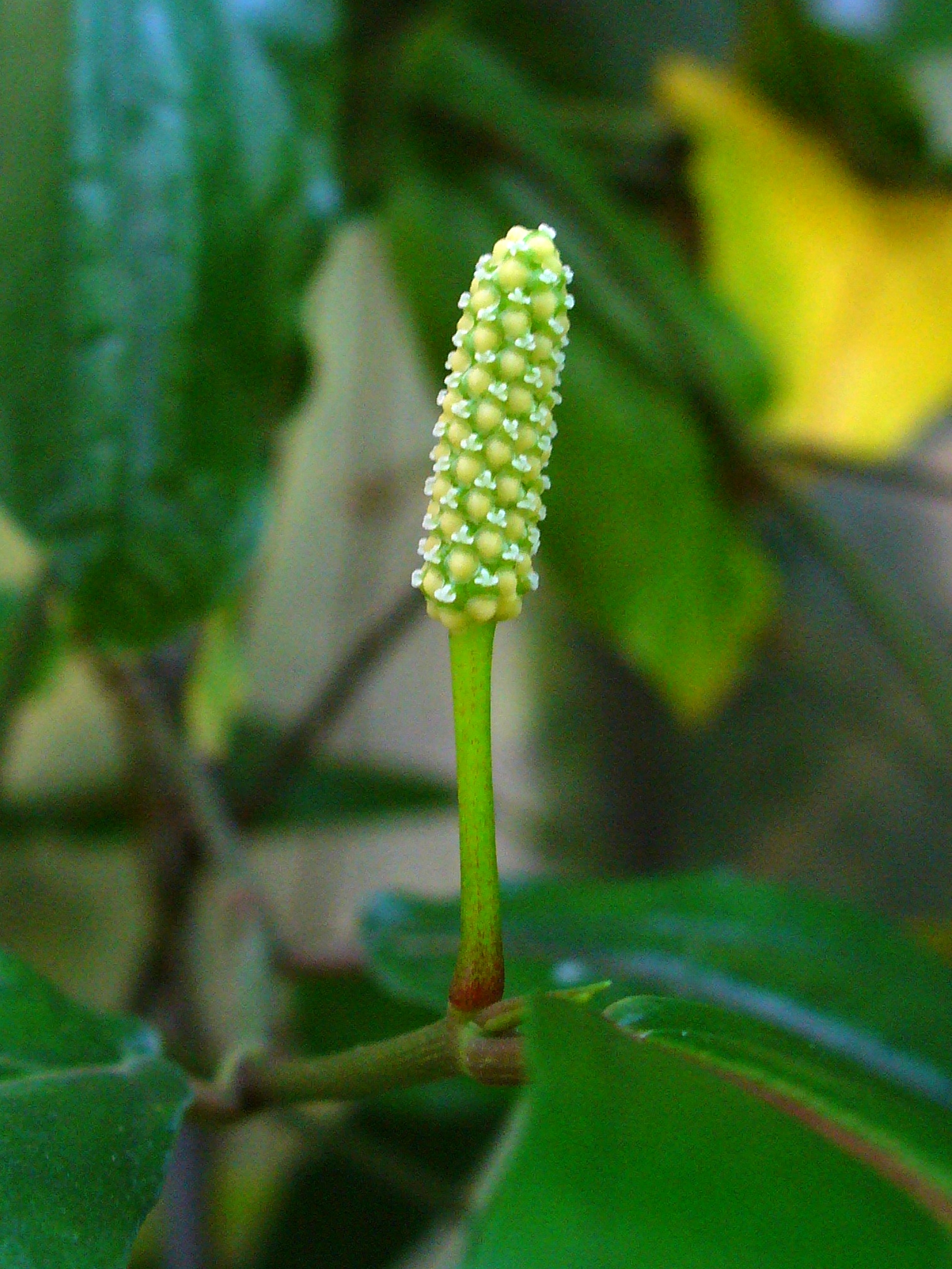
Kubeben-Pfeffer (Piper cubeba)

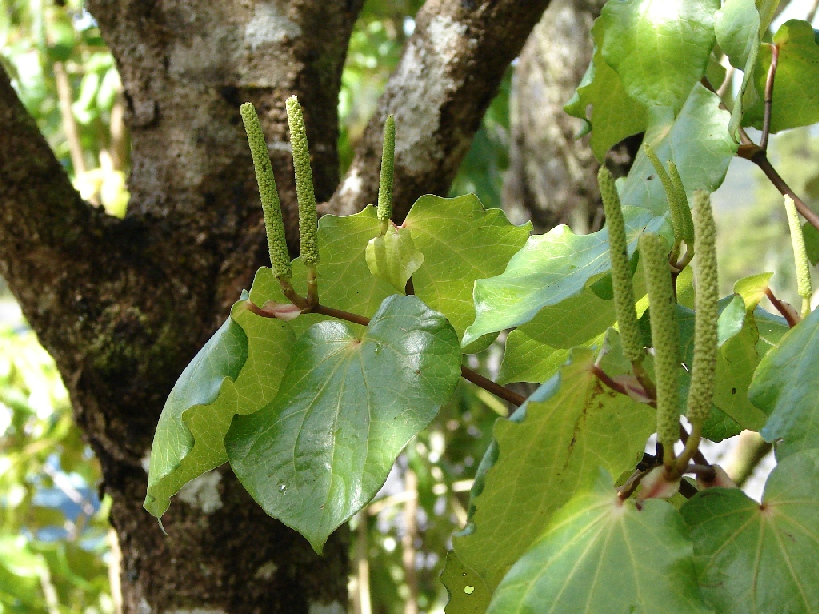
Piper excelsum

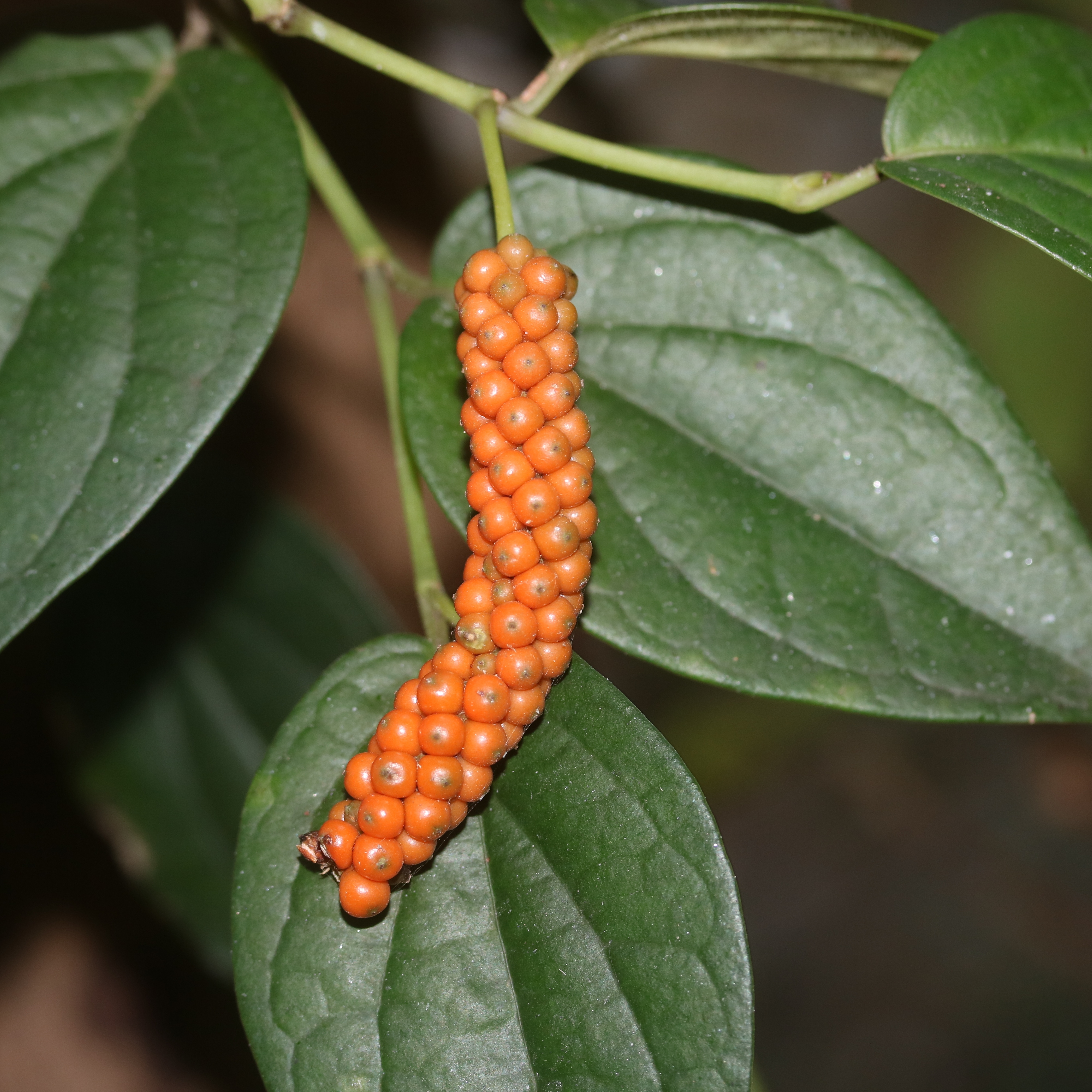
Piper kadsura

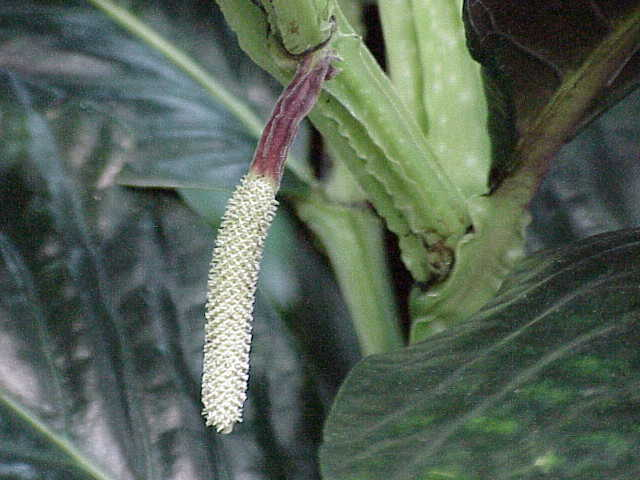
Piper magnificum

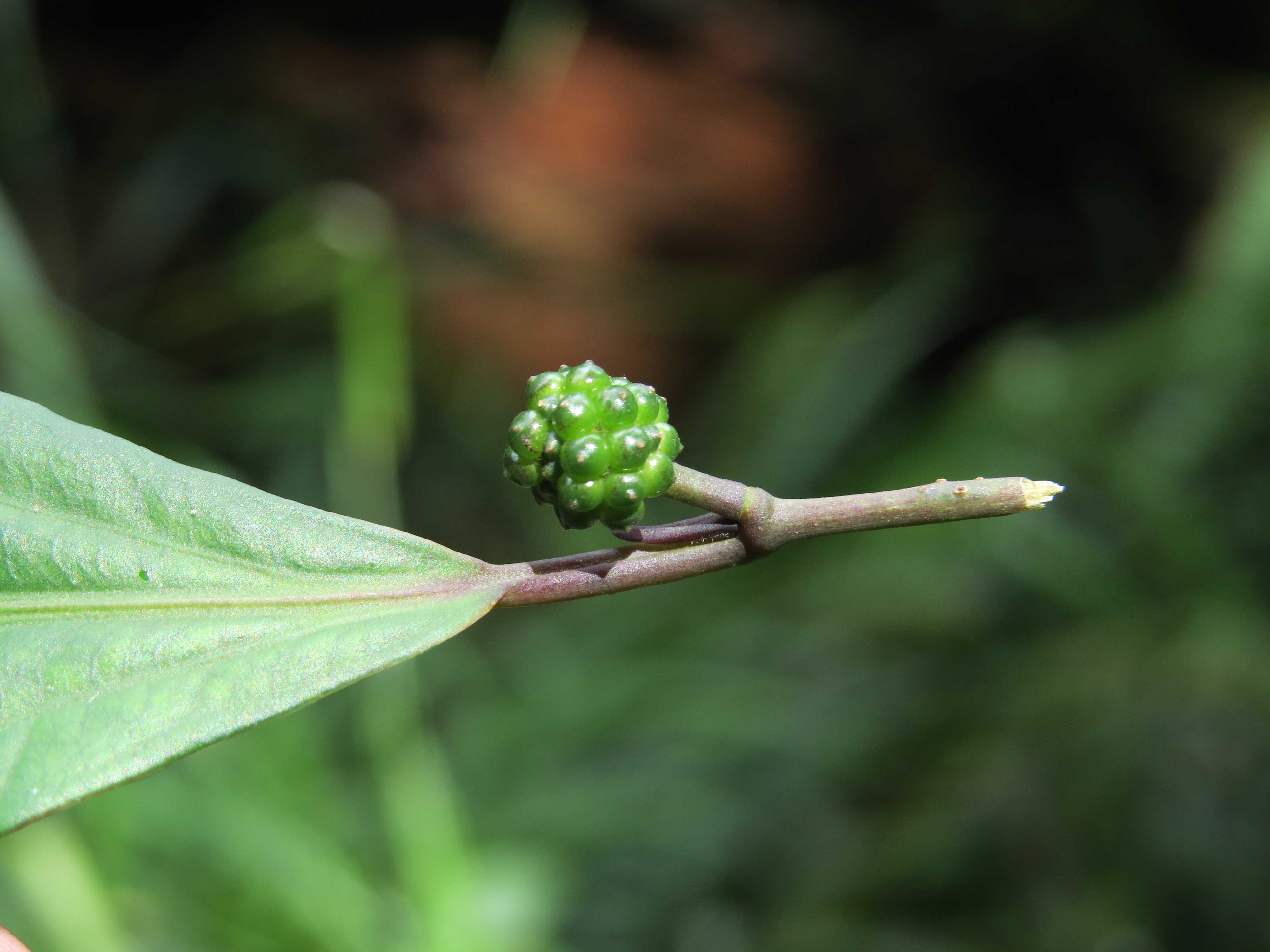
Piper mullesua

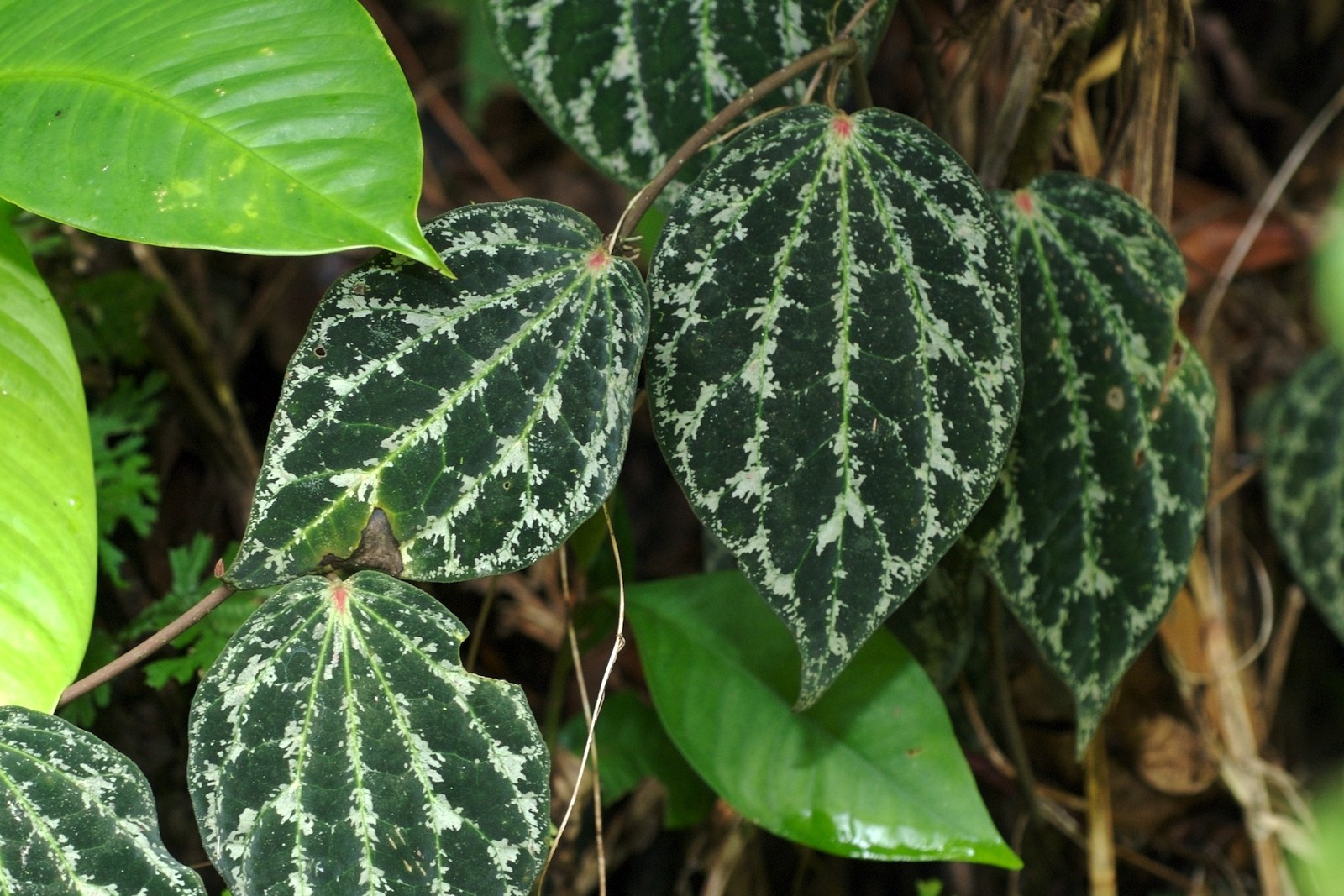
Piper ornatum

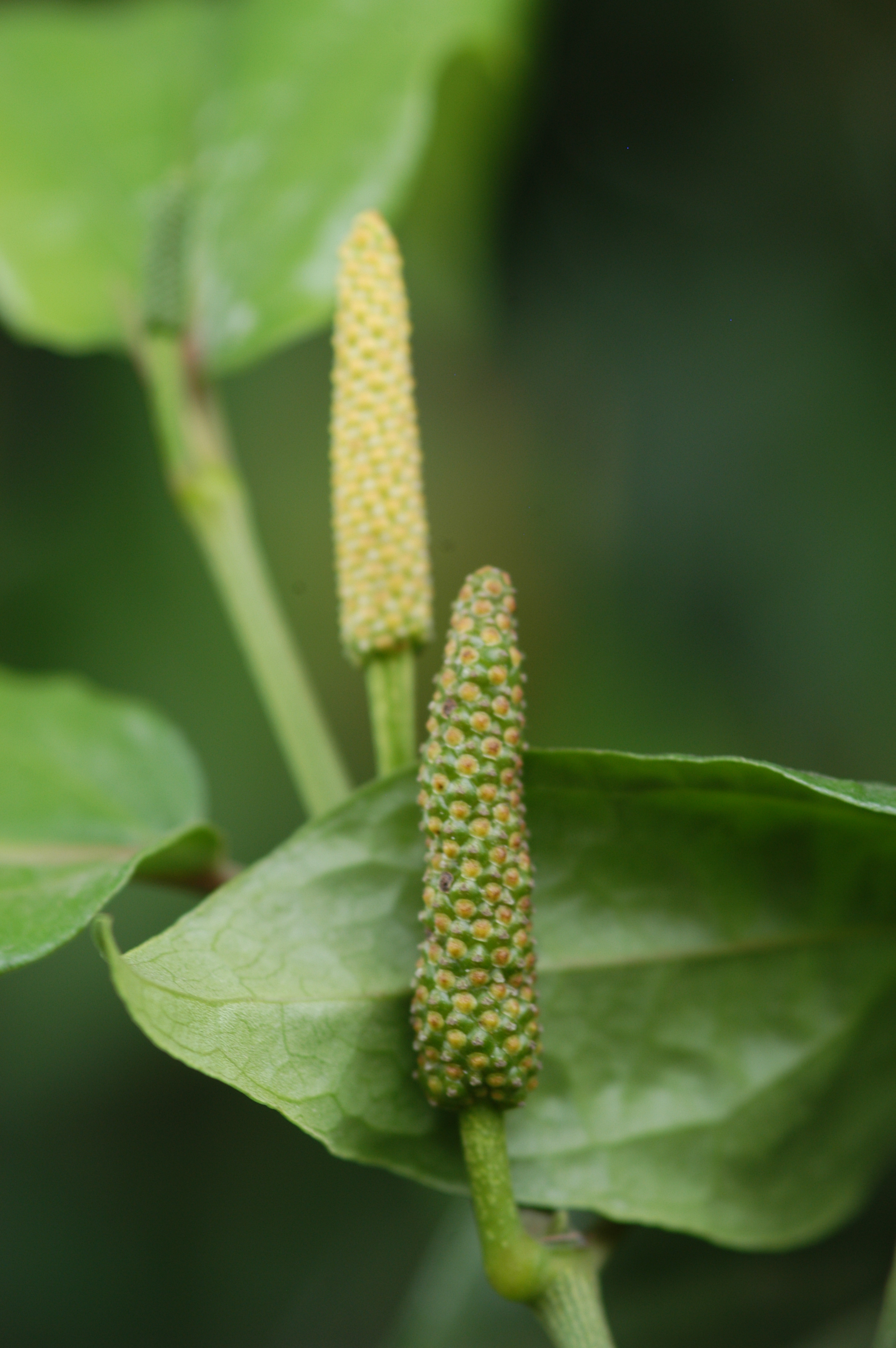
Java-Pfeffer (Piper retrofractum)

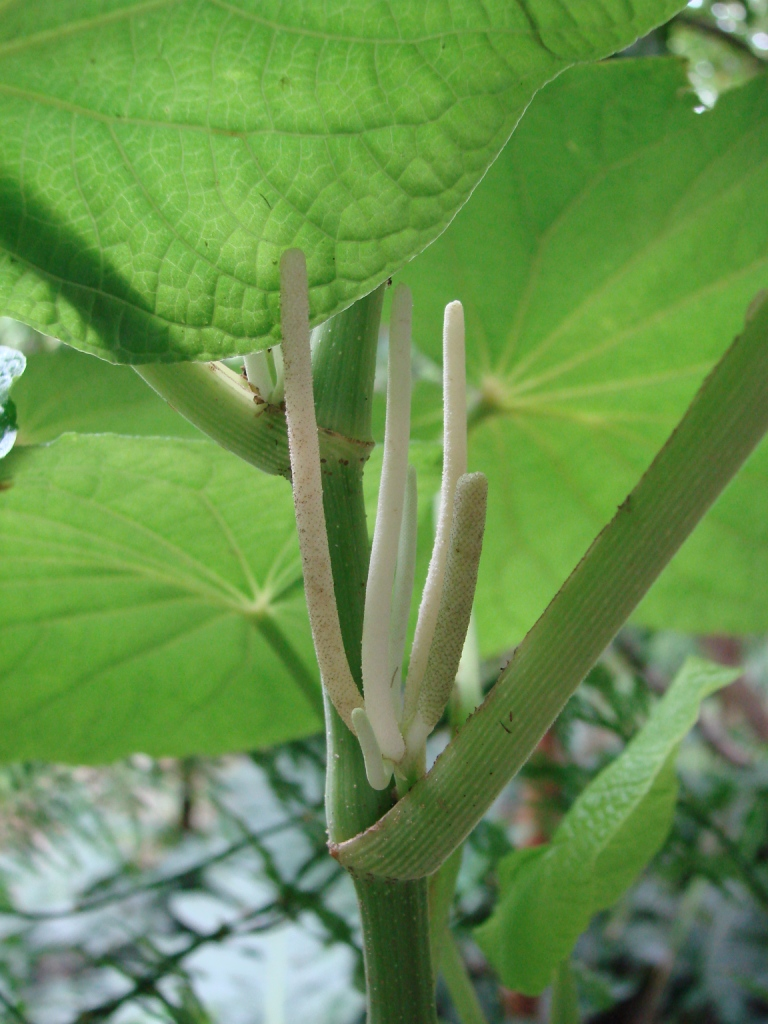
Piper umbellatum

Die Gattung Piper wurde 1753 durch Carl von Linné in Species Plantarum, Tomus 1, Seite 28 und Genera Plantarum, 5. Auflage, 1754 aufgestellt. Als Lectotypusart wurde 1923 Piper nigrum L. durch Albert Spear Hitchcock in American Journal of Botany, Volume 10, S. 513 festgelegt.
In der Gattung Piper gibt es 1000 bis 2000 Arten. In China gibt es etwa 60 Arten.
Hier eine Auswahl der Arten:
- Gebogener Pfeffer (Piper aduncum L.): Er ist von Mexiko über Zentralamerika sowie auf Karibischen Inseln bis ins tropische Südamerika weitverbreitet.[4] Er ist in Florida, Hawaii, Fidschi, Java, den Salomonen und in Papua-Neuguinea ein Neophyt.[4]
- Piper angustifolium Ruiz & Pav.: Er kommt nur in Französisch-Guayana vor.[4]
- Piper arborescens Roxb. (Syn.: Piper arborescens var. angustilimbum Quisumbing, Piper kotoense Yamamoto): Er ist in Taiwan, Malaysia sowie auf den Philippinen verbreitet.[4][5]
- Piper arunachalensis P.R.Garunel, P.Rethy & Y.Kumar: Sie wurde 2001 aus Tibet erstbeschrieben.[5]
- Piper attenuatum Buch.-Ham. ex Miq.: Er ist von Indien bis Bhutan und in der chinesischen Provinz Yunnan verbreitet.[5]
- Makulan (Piper auritum Kunth): Er ist von Mexiko über Zentralamerika bis Kolumbien weitverbreitet.[4] In Kuba ist er ein Neophyt.[4]
- Piper austrosinense Y.Q.Tseng: Er gedeiht auf Bäumen oder Felsen in Wäldern in Höhenlagen von 200 bis 600 Metern in den chinesischen Provinzen östliches sowie südwestliches Guangdong, südöstliches Guangxi und Hainan.[5]
- Piper bambusifolium Y.Q.Tseng: Er gedeiht auf Bäumen oder Felsen in Wäldern in Höhenlagen von 300 bis 1200 Metern in den chinesischen Provinzen Guizhou, südöstliches Hubei, Jiangxi sowie Sichuan.[5]
- Betelpfeffer oder Kau-Pfeffer[6] (Piper betle L.): Er wird in Madagaskar, Sri Lanka, Indien, China, Vietnam, Malaysia, Indonesien und auf den Philippinen angebaut. Das ursprüngliche Verbreitungsgebiet ist unbekannt.[5]
- Piper boehmeriifolium (Miq.) Wall. ex C.DC.: Sie ist vom nordöstlichen Indien über Bhutan, Sikkim, Myanmar, Thailand, nördliches Vietnam bis Malaysia und in den chinesischen Provinzen Guangdong, Guangxi, Guizhou sowie Yunnan weitverbreitet.[5]
- Piper bonii C.DC.: Sie ist in den chinesischen Provinzen Guangxi, Hainan sowie Yunnan und nördlichen Vietnam verbreitet.[5]
- Piper borbonense (Miq.) C.DC.: Voatsiperifery-Pfeffer, Bourbon-Pfeffer. Endemisch auf den Maskarenen.
- Piper cathayanum M.G.Gilbert & N.H.Xia (Syn.: Piper sinense (Champion ex Benth.) C.DC. non Piper sinense Miq.): Sie gedeiht auf Bäumen in Wäldern entlang von Fließgewässern in Höhenlagen von etwa 400 Metern in den chinesischen Provinzen Guangdong, Guangxi, südöstliches Guizhou, Hainan sowie Sichuan (Emei Shan).[5]
- Piper chaudocanum C.DC.: Sie ist in Laos, südlichen Vietnam und Yunnan verbreitet.[5]
- Piper chinense Miq.: Sie ist nur von der Typusaufsammlung, vermutlich aus Guangdong, bekannt und wahrscheinlich ist er ausgestorben.[5]
- Piper clusii (Miq.) C.DC.: Sie ist in Westafrika verbreitet.
- Piper crocatum Ruiz & Pav.: Sie ist ein Endemit in Peru.[4]
- Kubeben-Pfeffer oder Schwanzpfeffer[6] (Piper cubeba L.f.): Er kommt in Indonesien vor.[4]
- Piper damiaoshanense Y.Q.Tseng: Sie gedeiht an feuchten Standorten in Höhenlagen von etwa 700 Metern nur im nördlichen Guangxi.[5]
- Piper dolichostachyum M.G.Gilbert & N.H.Xia: Dieser Endemit gedeiht an feuchten Standorten in Wäldern nur im autonomen Bezirk  Xishuangbanna im südlichen Yunnan.[5]
- Piper flaviflorum C. DC.: Sie gedeiht auf großen Bäumen in Höhenlagen von 500 bis 1800 Metern nur im zentralen sowie südlichen Yunnan.[5]
- Aschanti-Pfeffer (Piper guineense Schumach. & Thonn.): Er ist im tropischen Afrika verbreitet.[4]
- Piper hainanense Hemsl.: Sie ist in den chinesischen Provinzen Guangdong, Guangxi sowie Hainan verbreitet.[5]
- Piper hancei Maxim.: Sie ist in den chinesischen Provinzen Fujian, Guangdong, Guangxi, Guizhou, Hunan, Yunnan, Zhejiang verbreitet.[5]
- Piper hispidum Sw.: Sie ist von Mexiko über Zentral- bis Südamerika weitverbreitet.[4]
- Piper hochiense Y.Q.Tseng: Sie kommt nur im chinesischen Autonomen Gebiet Guangxi vor.[5]
- Piper hongkongense C.DC.: Sie ist in den chinesischen Provinzen Guangdong, Guangxi sowie Hainan verbreitet.[5]
- Piper infossibaccatum A.Huang: Sie kommt nur auf der Insel Hainan vor.[5]
- Piper infossum Y.Q.Tseng: Sie kommt nur in Tibet vor.[5]
- Piper interruptum Opiz: Sie ist auf den Philippinen, in Indonesien und in Taiwan verbreitet.[5]
- Piper kadsura (Choisy) Ohwi: Sie ist in Japan, im südlichen Korea und auf Taiwan verbreitet.[4]
- Piper kawakamii Hayata: Sie kommt nur auf den nördlichen Philippinen und im südlichen Taiwan vor.[5]
- Piper kwashoense Hayata: Sie kommt nur im südlichen Taiwan vor.[5]
- Piper laetispicum C.DC.: Sie ist in den chinesischen Provinzen Guangdong sowie Hainan verbreitet.[5]
- Piper lingshuiense Y.Q.Tseng: Sie kommt nur auf Hainan vor.[5]
- Langer Pfeffer[6] (Piper longum L.): Die Heimat liegt im chinesischen Yunnan, in Indien und Nepal[4]. Sie ist in Sri Lanka und auf den Philippinen ein Neophyt.[4] Sie wird in China und in anderen Ländern des tropischen Asien angebaut.[4]
- Piper macropodum C.DC.: Sie kommt nur in Yunnan vor.[5]
- Kava (Piper methysticum G.Forst.): Die Heimat sind wohl Inseln im westlichen Pazifik.[4] Auf weiteren Inseln in Ozeanien ist die Art ein Neophyt.[4]
- Piper mischocarpum Y.Q.Tseng: Die Heimat ist China (Yunnan).[5]
- Piper mullesua Buch.-Ham. ex D.Don: Er ist Indien, Nepal, Bhutan und in den chinesischen Provinzen Hainan, Sichuan, Yunnan sowie in Tibet verbreitet.[5]
- Piper mutabile C.DC.: Sie ist in Nordvietnam und in den chinesischen Provinzen Guangdong sowie Guangxi verbreitet.[5]
- Schwarzer Pfeffer oder Echter Pfeffer[6] (Piper nigrum L.); Heimat: vielleicht Indiens Malabarküste.[4]
- Piper nudibaccatum Y.Q.Tseng: Sie kommt nur in Yunnan vor.[5]
- Piper ornatum N.E.Br.: Heimat: Sulawesi.[4]
- Piper pedicellatum C.DC.: Sie ist von Indien, Bangladesch, Bhutan, Sikkim, Nordvietnam bis Yunnan verbreitet.[5]
- Piper pingbienense Y.Q.Tseng: Die Heimat ist das südöstliche Yunnan.[5]
- Piper pleiocarpum C.C.Chang ex Y.Q.Tseng: Die Heimat ist das südwestliche Yunnan.[5]
- Piper polysyphonum C.DC.: Sie ist in Laos und in den chinesischen Provinzen Guizhou sowie Yunnan verbreitet.[5]
- Piper ponesheense C.DC.: Die Heimat ist Myanmar und Yunnan.[5]
- Piper porphyrophyllum (Lindl.) N.E.Br.; Heimat: Malaiische Halbinsel, Kalimantan
- Piper pseudolindenii C. DC. (Syn.: Piper magnificum Trel.): Sie kommt von Mexiko bis Panama vor.[4]
- Piper puberulilimbum C.DC.: Die Heimat ist das südliche Yunnan.[5]
- Java-Pfeffer[6] (Piper retrofractum Vahl): Sie kommt ursprünglich in Indonesien, Malaysia, auf den Philippinen, in Indochina und in Guangdong vor.[4]
- Piper rhytidocarpum Hook.f.: Sie ist von Indien und Bangladesch bis Tibet verbreitet.[5]
- Piper rubrum C.DC.: Sie ist in Nordvietnam und im südlichen Yunnan verbreitet.[5]
- Piper saigonense C.DC.; Heimat: Vietnam
- Piper sarmentosum Roxb.; Heimat: Indien, Indonesien, Philippinen, Malaysia, Kambodscha, Laos, Vietnam, China.[4]
- Piper semiimmersum C.DC.: Sie ist in Nordvietnam und in den chinesischen Provinzen Guangxi, Guizhou sowie Yunnan verbreitet.[5]
- Piper senporeiense Yamam.: Sie kommt nur auf Hainan vor.[5]
- Piper sintenense Hatus.: Sie kommt nur auf Taiwan vor.[5]
- Piper stipitiforme C.C.Chang ex Y.Q.Tseng: Sie kommt nur in Yunnan vor.[5]
- Piper submultinerve C.DC.: Sie ist in den chinesischen Provinzen Guangxi sowie Yunnan verbreitet.[5]
- Piper suipigua Buch.-Ham. ex D.Don: Sie ist von Indien über Nepal und Bhutan bis Yunnan verbreitet.[5]
- Piper sylvaticum Roxb.: Sie gedeiht im östlichen Himalaja von Indien, Bhutan, Bangladesch, Myanmar bis Tibet und dem südlichen Yunnan.[5][4]
- Piper taiwanense Lin & Lu: Die Heimat ist Taiwan.[5]
- Piper thomsonii (C.DC.) Hook.f.: Sie ist von Indien über Bhutan bis Vietnam und Yunnan verbreitet.[5]
- Piper tricolor Y.Q.Tseng: Sie kommt nur in Yunnan vor.[5]
- Piper tsangyuanense P.S.Chen & P.C.Zhu: Sie kommt nur in Yunnan vor.[5]
- Piper tsengianum M.G.Gilbert & N.H.Xia: Sie gedeiht in Mischwäldern auf großen Bäumen in Höhenlagen zwischen 2000 und 2300 Metern nur in Yunnan.[5]
- Piper umbellatum L.: Sie ist von Mexiko, den Inseln der Karibik und über Zentral- bis Südamerika weitverbreitet.[4] Sie kommt aber auch in Afrika und Asien als Neophyt vor.[4][5]
- Piper unguiculatum Ruiz & Pav.: Heimat: Peru
- Piper wallichii (Moq.) Hand.-Mazz.: Sie ist von Indien, Bangladesch und Nepal bis China verbreitet.[5][4]
- Piper wangii M.G.Gilbert & N.H.Xia: Die Heimat ist Yunnan.[5]
- Piper yinkiangense Y.Q.Tseng: Sie kommt nur im westlichen Yunnan vor.[5]
- Piper yui M.G.Gilbert & N.H.Xia: Die Heimat ist Yunnan.[5]
- Piper yunnanense Y.Q.Tseng: Die Heimat ist Yunnan.[5]

## Nutzung
Genutzt werden beispielsweise die Arten: Betelpfeffer oder Kau-Pfeffer (Piper betle), Kubeben-Pfeffer oder Schwanzpfeffer (Piper cubeba), Langer Pfeffer (Piper longum), Kava (Piper methysticum), Schwarzer Pfeffer oder Echter Pfeffer (Piper nigrum).